# Demo Anthology
Demo Anthology è una doppia raccolta del gruppo musicale statunitense Winger, pubblicata il 17 luglio 2007 dalla Cleopatra Records.
L'album raccoglie varie demo incise dal gruppo durante le sessioni di registrazione dei primi tre dischi Winger, In the Heart of the Young e Pull.

## Tracce
Disco 1
1. Madalaine [demo] – 4:19
2. Hungry [demo] – 4:09
3. Seventeen [demo] – 3:55
4. State of Emergency [demo] – 3:03
5. Time to Surrender [demo] – 4:15
6. Hangin' On [demo] – 3:19
7. Headed for a Heartbreak [demo] – 4:40
8. Only Love [traccia irrealizzata] – 4:31
9. Can't Get Enuff [demo] – 3:46
10. Loosen Up [demo] – 3:38
11. Miles Away [demo] – 4:07
12. Easy Come Easy Go [demo] – 3:27
13. Rainbow in the Rose [demo] – 3:16
14. In The Day We'll Never See [demo] – 3:28
15. Under One Condition [demo] – 4:30
16. Little Dirty Blonde [demo] – 4:40
17. Star Tripper [traccia irrealizzata] – 3:38
18. You Are The Saint, I Am The Sinner [demo] – 3:18
19. In The Heart of the Young [demo] – 3:43

Disco 2
1. All I Ever Wanted [demo] – 3:29
2. Skin Tight [traccia irrealizzata] – 3:01
3. Someday Someway [traccia irrealizzata] – 4:16
4. Never [demo] – 4:51
5. Blind Revolution Mad [demo] – 5:48
6. Down Incognito [demo] – 3:55
7. Spell I'm Under [demo] – 3:43
8. Hour of Need [traccia irrealizzata] – 3:58
9. Junkyard Dog [demo] – 6:52
10. The Lucky One [demo] – 4:56
11. In for the Kill [demo] – 4:36
12. No Man's Land [demo] – 3:29
13. Like a Ritual [demo] – 4:41
14. Who's the One [demo] – 4:54
15. Written in the Wind [traccia irrealizzata] – 4:25
16. Until There Was You [traccia irrealizzata] – 3:30
17. Without Warning [traccia irrealizzata] – 3:17
18. Give Me More [traccia irrealizzata] – 3:19

## Formazione
- Kip Winger – voce, basso, tastiere, chitarra acustica
- Reb Beach – chitarra solista, cori
- Paul Taylor – chitarra ritmica, tastiere, cori
- Rod Morgenstein – batteria, percussioni, cori